# Колонија Санта Ређина (Сијена)
Колонија Санта Ређина је насеље у Италији у округу Сијена, региону Тоскана.
Према процени из 2011. у насељу је живело 27 становника. Насеље се налази на надморској висини од 283 м.